# 鷹司輔信
鷹司 輔信（たかつかさ すけのぶ）は、江戸時代前期から中期にかけての公家・茶人。号は有隣軒。

## 来歴
関白・鷹司房輔の三男として生まれる。母は家女房。壮年から若干の眼疾を患っていたと言われており、そのためか生涯無位無官ですごした。茶を慈胤法親王に学んだ。自筆の和歌懐紙をはじめ、自作の茶碗や茶杓が複数現存するほか、釜などの好みの茶道具なども残っている。晩年は剃髪し洛東頂妙寺内の蓮乗院に住した。
寛保元年（1741年）10月3日に死去。享年は74など諸説ある。特にほとんどの史料で享年62歳と記されているが、逆算すると生年は延宝8年（1680年）。だが長女八重姫の生年が元禄2年（1689年）なので享年62歳という記述は誤記の可能性が高い。
茶人として知られ、土肥自在軒らとも交流があった。

## 系譜
- 室：花山院定誠娘
- 室：久我通誠娘
- 家女房
  - 長女：八重姫（養仙院） - 鷹司兼熙養女のち徳川綱吉養女、徳川吉孚正室
  - 長男（早世）
  - 次女：小石君（養心院） - 毛利吉広正室
  - 三女：日慈 - 瑞龍寺貫主
  - 四女：八百君 - 花山院常雅室